# 首都体育馆

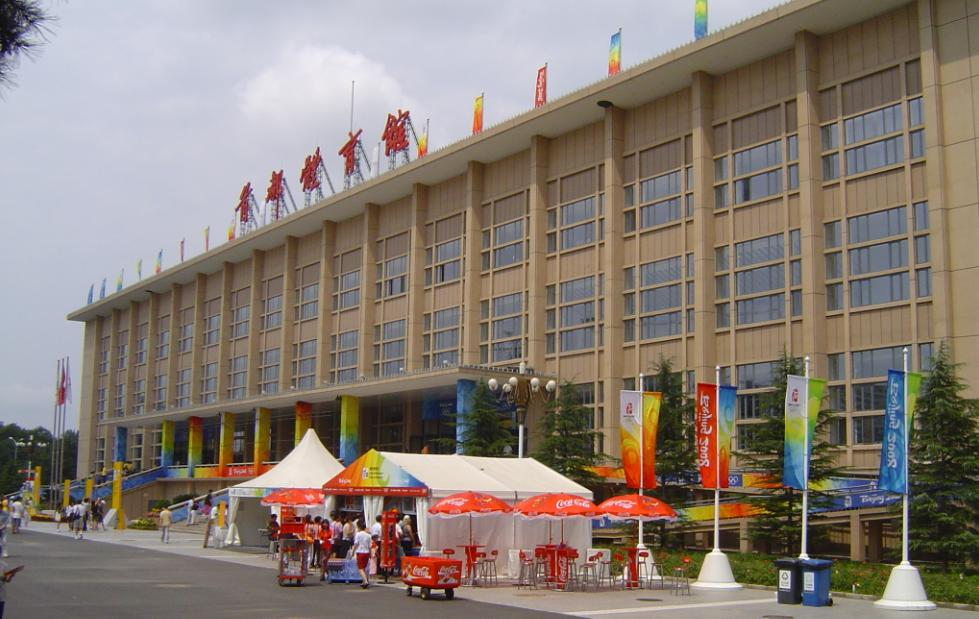
2008北京奥运会时期的首都体育馆

首都體育館简称首体，位於中國北京市海淀區中关村南大街56号，修建於1968年10月，面積約為54,600平方米，曾为中国最大的多功能综合体育馆，也是中国内地第一座室内滑冰馆。现由国家体育总局冬季运动管理中心管辖，毗鄰奧林匹克飯店和白石桥。它承办了2008年北京奧運會的排球賽事和2022年北京冬奥会的短道速滑、花样滑冰赛事。现为CBA球队北京北汽主场。

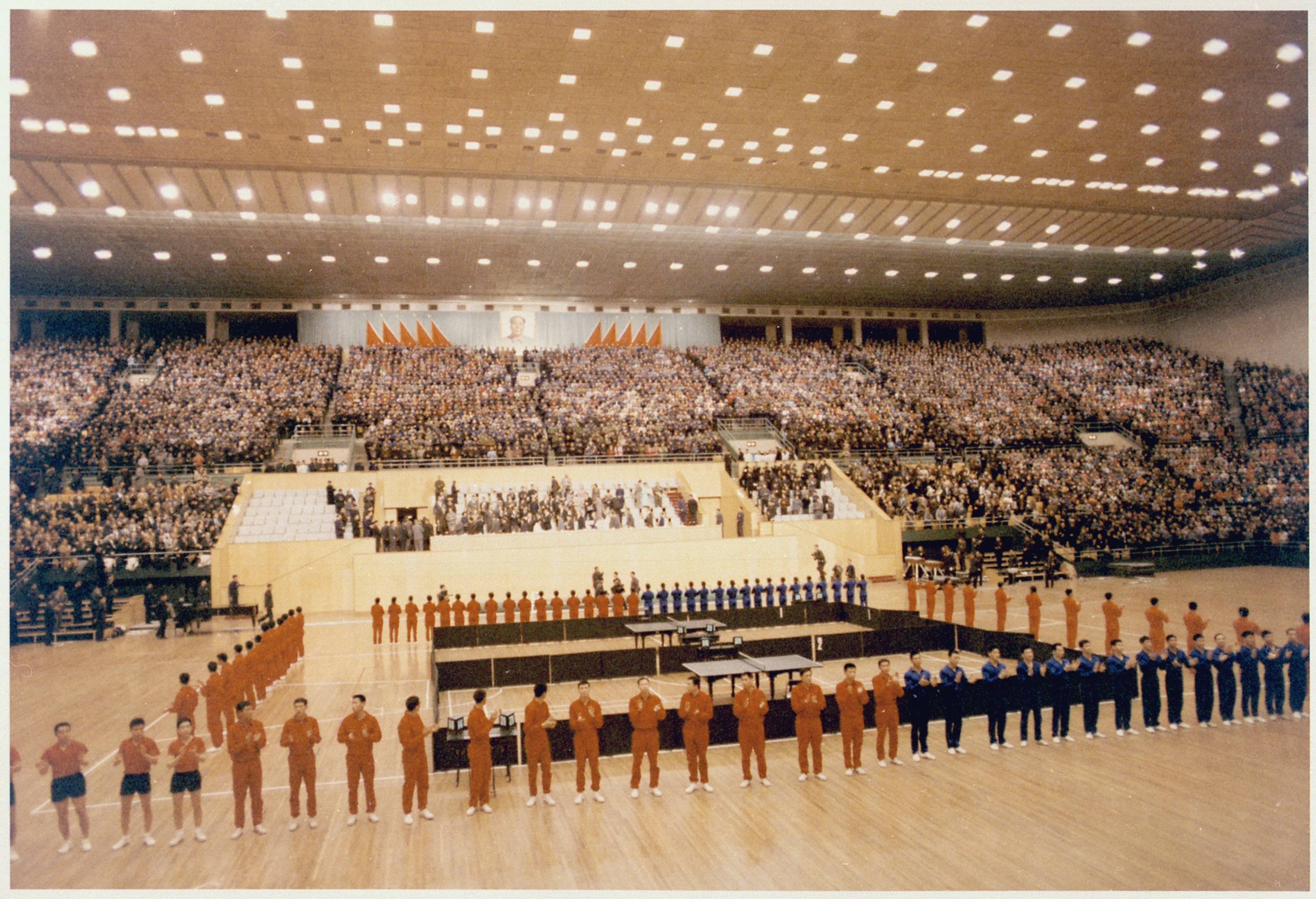
1972年尼克松访华时，与周恩来在首都体育馆观看由国家体委组织的体育表演

## 結構與內部配置
這座體育館占地7公頃，總建築面積40,000平方米，東西長122米，南北寬107米，屋頂結構為平板型，變向空間鋼網架，跨度99米。館內有18,000個觀眾席（2021年改造后缩减至15,000座，同时座椅有所加宽），是北京市最大的現代化體育館。 這座體育館設有比賽大廳1個，練習館3個，觀眾休息廳6個。比賽大廳的比賽場長88米，寬40米。可進行、羽毛球、排球、籃球、體操等多樣比賽，比賽場內的地板可以移動撤走，放水結冰後，可進行滑冰、冰球、花样滑冰等冰上體育比賽，制冰采用二氧化碳跨临界直冷技术。

## 軼事
近年來首體亦是許多演出举行场所的首選之一。其中比較著名的是香港歌手張學友於2005年表演的音樂劇《雪狼湖》，曾經創造連續上演8場一票難求、場場爆滿的票房紀錄。